# Последний день Земли
Последний день Земли (фр. Survivre, с фр. — «Выжить») — французский постапокалиптический фильм 2024 года режиссёра Фредерика Жардена (фр. Frédéric Jardin).

## Описание сюжета
Океанолог Том, его жена Джулия и двое взрослых детей: Касси и Бен проводят отпуск на арендованной яхте в Карибском море. Джулия ныряет в море и едва не тонет из-за некоего возникшего странного состояния. Вечером Касси связывается по видеочату со своим знакомым, и видит на заднем плане странное зарево, после чего связь обрывается. Начинается катаклизм, волны захлёстывают яхту, пассажиры спускаются в трюм. Когда всё утихает, они выходят наружу и обнаруживают, что яхта лежит на скале, посреди бескрайней пустыни в которую превратилось дно океана.
Том обшаривает радиоэфир и связывается с китайским учёным Нао, чей батискаф постигла та же участь. Нао рассказывает, что из-за неизвестного катаклизма суша и океан поменялись местами, но вскоре произойдёт обратное, получившуюся сушу снова захлестнёт море. Осознавая неизбежную гибель, Том и Джулия умоляют Нао их спасти, но тот соглашается спасти только их детей: в его батискафе всего лишь три места.
Герои собираются в опасное путешествие по пустыне. Неожиданно появляется ещё один выживший – мужчина с собакой, очевидно привлечённый воздушными шарами, которые вывесил Бен. Том предлагает ему флягу с водой и помощь. Выпив воду, мужчина неожиданно страшным ударом фляги в лицо сбивает Тома с ног, после чего пронзает его самодельным гарпуном. Подошедшая Джулия убегает, едва избежав гарпуна, брошенного вслед мужчиной. Ей удаётся заколоть собаку и разрядить в психопата ракетницу, яхта загорается. Джулия с детьми едва успевают выскочить наружу, яхта разносит взрывом. Семья рыдает над телом Тома, но, увидев ковыляющего за ними психопата, пускается в бегство.
Герои останавливаются на ночлег в корпусе разбившегося самолёта, Джулия рассказывает историю их знакомства с Томом. Ночью Касси выходит помочиться. Подошедший психопат хватает её за волосы, но в этот момент Джулия закалывает его ножом. Наутро семья с удивлением разглядывает чудовищно обгрызенный труп психопата, из ран выползают несколько крохотных крабов. Следующую ночь семья проводит в самодельном укрытии из обломков кресел. Рано утром Джулия выходит наружу и в ужасе поднимает детей: за ними поспешает целая орда огромных крабов. Герои замечают разбившийся сухогруз, у которого копошится группа мародёров, но те, заметив лавину крабов, запираются в контейнере, не слушая мольб Джулии. Джулия и дети забираются на контейнер, один из крабов успевает рвануть Джулию за ногу. Мародёры оказываются в чудовищной ловушке, крабы залезают внутрь через незамеченное отверстие.
Переночевав, семья продолжает путь. Нао рассказывает, что на него также напали крабы, они дуреют от воздуха и как все живые существа пытаются выжить. Уже скоро море вернётся обратно. Герои пробираются через ущелье, Джулия не может вскарабкаться вверх и просит детей спасаться, зная, что в батискафе не хватит мест. Крабы бегут по ущелью, Джулия отстреливается. Дети добегают до батискафа и находят израненного, умирающего Нао. Услышав, что тот не хочет спасаться, Касси бросается назад и приводит Джулию. Орда крабов заполоняет окрестность, сжирая Нао. Герои залезают в батискаф, равнину захлёстывает вернувшееся море. Джулия и дети со страхом разглядывают руины прибрежного города, куда их прибило море.

## В ролях
- Эмили Декенн — Джулия
- Андреас Пичман — Том
- Лиза Деламар — Касси
- Люка Эбель — Бен
- Арбен Байрактарай — Человек с гарпуном
- Оливье Хо Хио Хен— Нао

## Производство
Проект родился в результате встречи режиссёра Фредерика Жардена с продюсерами Марком-Этьеном Шварцем и Марко Станимировичем. Они предложили ему сценарий фильма «Выжить», написанный Матье Ле Науром и Александром Кокелем. Фредерик Жарден переработал сценарий, в частности, привязывая персонажей к реальности.
Фильм с бюджетом в 5 млн. евро был снят всего за 20 дней с октября по ноябрь 2022 года. Морские сцены были сняты у побережья Марокко, сцены пустыни в каньоне Даде близ мароканского города Булмане-Даде. 

## Эмили Декенн
Фредерик Жарден много лет мечтал поработать с Эмили Декенн считая что

«она совершенно настоящая, подлинная актриса, которая выкладывается полностью, которая может пойти к экстремальным границам, но в то же время позволяет легко себя идентифицировать».
Оригинальный текст (фр.)c’est une actrice totalement vraie, authentique, qui donne tout, qui peut aller dans des zones extrêmes mais qui permet en même temps de s’identifier à elle facilement.— 
.
Актриса колебалась, принимать ли ей приглашение, хотя и любила жанр экшн с юного возраста. Она полагала, что не соответствует физически персонажу Джулии, но в итоге её тронула роль матери, готовой на всё ради спасения своих детей. Актриса прошла курс физической подготовки с тренером и в бассейне. В августе 2023 года у актрисы Эмили Декенн было диагностировано редкое и тяжёлое заболевание — адренокортикальный рак. Однако в апреле 2024 года она достигла ремисии и смогла закончить съёмки фильма.